# John Waters’ Pecker
Der Pecker (Pecker) ist eine US-amerikanische Filmkomödie von John Waters aus dem Jahr 1998.

## Handlung
Pecker, ein 18-jähriger Junge aus Baltimore, ist ein leidenschaftlicher Amateurfotograf. Er fotografiert dabei den Alltag seiner Arbeiterklasse-Familie, etwa seine kleine Schwester, die süchtig nach Süßigkeiten ist, oder seine ältere Schwester, die in einem schwulen Stripclub arbeitet. Bei seiner ersten Ausstellung in einem Café entdeckt die Galeristin Rorey Wheeler aus New York City, die zufällig in der Stadt ist, seine Fotos und ist begeistert von ihnen. Sie stellt seine Bilder in ihrer Galerie in New York aus und Pecker wird zum gefeierten Künstler, die Medien berichten oft über ihn. Seine Großmutter, die ihre meiste Zeit mit einer „sprechenden“ Marien-Statue verbringt, kritisiert, die Bilder würden nichts Gutes bringen. Die Fotos sollen in einer Einzelausstellung im Whitney Museum of American Art in New York ausgestellt werden.
Wheeler will mit Pecker schlafen, er willigt ein. Seine Freundin Shelley beobachtet die Szene durchs Fenster. Sie macht ein Foto und rennt weg. Pecker läuft ihr hinterher, aber hält an und macht ein Foto der fliehenden Shelley.
Pecker und Shelley versöhnen sich am Wahltag, sie haben Sex in der Wahlkabine. Pecker sagt die von Wheeler organisierte Ausstellung in New York ab; stattdessen veranstaltet er eine Ausstellung in Baltimore. Mit einem Bus kommen Besucher aus New York. Die Ausstellung verwandelt sich in eine ausgelassene Party, während der einige Menschen halbnackt tanzen.
Pecker wird gefragt, was er demnächst vorhabe. Er sagt, er möchte bei einem Film Regie führen.

## Kritiken
Roger Ebert beschrieb in der Chicago Sun-Times vom 25. September 1998 einige Filmcharaktere und konstatierte, Pecker sei noch der Normalste seiner Familie. Die Darstellung von Edward Furlong sei weder „charismatisch“ noch „inbrünstig“, Christina Ricci wirke „entmutigt“. Der Film wäre besser, würde Ricci die Fotografin spielen. Einige Szenen und Gags seien „flach“. Ebert erwähnte zahlreiche Cameo-Auftritte.
Das Lexikon des internationalen Films bezeichnete die Komödie als „mitunter schrill“, die Darstellung des „talentierten“ Edward Furlong als „herzerfrischend naiv“.

## Auszeichnungen
John Waters wurde im Jahr 1998 für den Grand Prix Asturias des Gijón International Film Festivals nominiert. Christina Ricci gewann 1999 den Florida Film Critics Circle Award.

## Hintergrund
Die Dreharbeiten fanden in Baltimore statt. Die Produktionskosten betrugen schätzungsweise 6 Millionen US-Dollar. Der Film spielte in den Kinos der USA ca. 2,28 Millionen US-Dollar ein.